# Alzheim
Alzheim ist ein Stadtteil bzw. ein Ortsbezirk der Stadt Mayen im nördlichen Rheinland-Pfalz und war bis 1970 eine eigenständige Gemeinde.
Alzheim selbst wurde erst am 7. Juni 1969 aus den Gemeinden Allenz und Berresheim gebildet. Der Name Alzheim ist eine Zusammenfassung aus den beiden Ortsnamen.

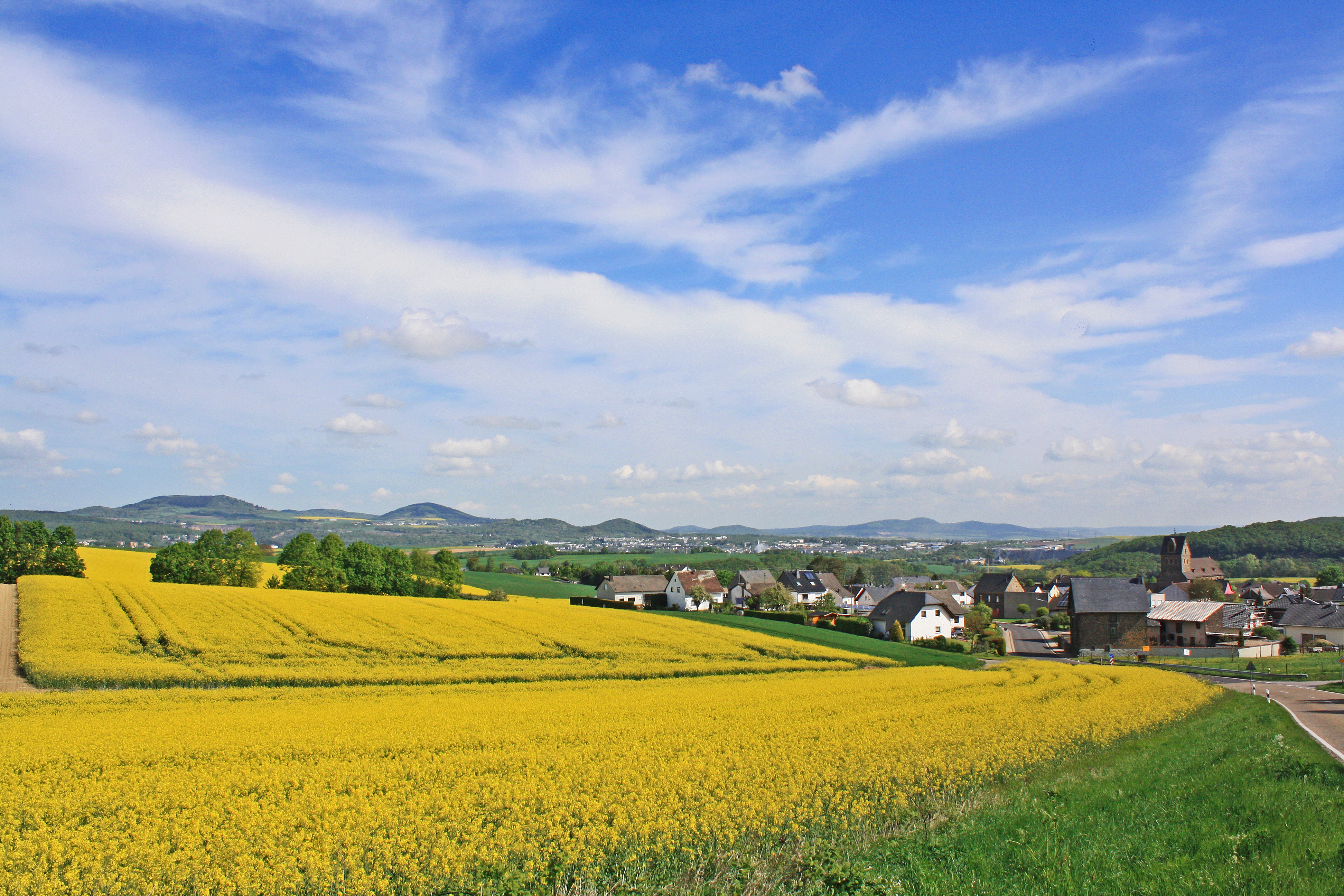
Blick auf Mayen-Alzheim

## Geschichte
Allenz beziehungsweise Berresheim wurden urkundlich erstmals 1103 im Zusammenhang mit dem Austausch von Gütern zwischen St. Stephan in Mainz und dem Kloster Ravengiersburg erwähnt.
Aus Grabungsfunden kann abgeleitet werden, dass die Gegend schon in vorgeschichtlicher, römischer und fränkischer Zeit besiedelt war.

## Politik
Der Ortsbezirk Alzheim wird durch einen Ortsvorsteher und einen Ortsbeirat vertreten, der sieben Mitglieder umfasst, die zuletzt bei der Kommunalwahl am 9. Juni 2024 in einer personalisierten Verhältniswahl gewählt wurden.
Sitzverteilung im Ortsbeirat:
| Wahl | SPD | CDU | FDP | FWM | Gesamt  |
| ---- | --- | --- | --- | --- | ------- |
| 2024 | 3   | 3   | –   | 1   | 7 Sitze |
| 2019 | 4   | 2   | –   | 1   | 7 Sitze |
| 2014 | 4   | 2   | –   | 1   | 7 Sitze |
| 2009 | 4   | 2   | 0   | 1   | 7 Sitze |
| 2004 | 4   | 3   | –   | 0   | 7 Sitze |

- FWM = Freie Wähler Mayen e. V.

Ortsvorsteher ist Lothar Geisen (SPD). Bei der Direktwahl am 26. Mai 2019 wurde er mit einem Stimmenanteil von 82,3 % und am 9. Juni 2024 als einziger Bewerber mit 68,6 % jeweils für weitere fünf Jahre in seinem Amt bestätigt.

## Wirtschaft
Der ursprünglich im Gebiet wirtschaftlich bedeutende Schieferabbau spielt heutzutage keine Rolle mehr. Auch von den über 70 landwirtschaftlichen Betrieben, die es in den 1970ern noch gab, existieren heute nur noch sechs.

## Vereinsleben
Die größten Vereine in Alzheim sind der SV Grün Weiß Alzheim 1920 e. V., die St. Sebastianus Schützenbruderschaft 1929 und der Junggesellenverein 1871 Alzheim e. V.